# Luise Amtsberg
Luise Amtsberg nata von Jackowski (Greifswald, 17 ottobre 1984) è una politica tedesca dell'Alleanza 90/I Verdi,  membro del Bundestag dal 2013 e Commissaria per i Diritti Umani nel governo del cancelliere Olaf Scholz dal 2022.

## Biografia
Amtsberg è cresciuta nel distretto di Karlshorst a Berlino Est. Nel 2004 si diploma al liceo di Hemmoor, Bassa Sassonia.
Dal 2004 al 2013 Amtsberg ha studiato Studi Islamici, Scienze Politiche e Teologia presso la Christian-Albrechts-University Kiel. Durante i suoi studi è stata presidente dell'AStA dal 2006. Nel 2013 si è laureata con una tesi di laurea magistrale sul femminismo nell'Islam sull'esempio del movimento delle donne palestinesi.
Dopo uno stage presso l'ufficio statale dei Verdi a Kiel nel 2005, è diventata membro del consiglio di amministrazione distrettuale nel 2006. Dal 2008 fino all'ingresso nel parlamento statale, è stata assistente studentesca presso l'ufficio statale. Inoltre, nel 2008 è diventata portavoce del gruppo di lavoro statale su Europa, pace e politica estera. Nel 2009, come rappresentante dei Giovani Verdi, si è classificata al 9º posto nella lista per le elezioni statali; dopo le elezioni, è diventata la donna più giovane ad essere membro del parlamento statale dello Schleswig-Holstein. È stata portavoce del gruppo parlamentare dei Verdi per la politica dei rifugiati e delle migrazioni, l'integrazione, la Chiesa e le strategie contro l'estremismo di destra. Alle elezioni anticipate statali del 6 maggio 2012 non si è più candidata per dedicarsi al completamento degli studi. Da novembre 2012 ad agosto 2013, Amtsberg è stata presidente distrettuale dei Verdi a Kiel.
Nel marzo 2013, Amtsberg è stata eletta numero 1 nella lista dei Verdi dello Schleswig-Holstein per le elezioni federali del 2013, attraverso le quali è diventata membro del Bundestag. Il gruppo parlamentare Bündnis 90/Die Grünen l'ha eletta suo portavoce per la politica dei rifugiati e le preoccupazioni dei cittadini.
Luise Amtsberg è membro dell'Assemblea Parlamentare del Consiglio d'Europa da gennaio 2014. È anche membro a pieno titolo della commissione per la patria e membro supplente della commissione per i diritti umani e gli aiuti umanitari. 
Il programma "I parlamentari proteggono i parlamentari" (PsP) del Bundestag tedesco ha lo scopo di aiutare a dare voce al destino di difensori dei diritti umani, politici, blogger, giornalisti o scienziati oppressi e perseguitati. In qualità di vice membro del Comitato per i diritti umani, Luise Amtsberg ha sponsorizzato tre persone: il difensore dei diritti umani iraniano Narges Mohammadi, il difensore dei diritti umani turco Günal Kurşun e il difensore dei diritti umani palestinese Issa Amro.

## Vita privata
Amtsberg è sposata. Nel 2016 ha dato alla luce un figlio. La famiglia vive a Berlino.